# Augustyn Kośny
Augustyn Kośny (ur. 27 listopada 1896 w Chróścicach, zm. 25 lipca 1939 w Berlinie) – polski działacz społeczny i polityczny.

## Życiorys
Brat Maksymiliana. Ukończył gimnazjum w Krakowie, jednak był zmuszony go do powtórzenia egzaminu w szkole niemieckiej. W czasie I wojny światowej początkowo aresztowany w 1914 w Nysie, następnie wcielony do armii niemieckiej, w 1915 zdezerterował na froncie zachodnim i wstąpił do armii generała Hallera, razem z którą przybył do Polski. Po wyjeździe na Śląsk Opolski aresztowany pod koniec 1920, po wypuszczeniu wrócił do Polski, gdzie podjął studia najpierw prawnicze, wkrótce zmienione na medyczne, na Uniwersytecie Jagiellońskim. Brał udział w przygotowaniu 3. powstania śląskiego, w którym też wziął udział, będąc członkiem aparatu sprawiedliwości przy instytucjach powstania. Po powstaniu pozostał w Niemczech, studiował medycynę na uniwersytetach w Nancy, Würzburgu i Wrocławiu (1927–1932), gdzie ukończył studia. Od 1923 działał w Związku Polaków w Niemczech, w 1924 współzałożył i kierował korporacją studencką - Związkiem Akademików Górnoślązaków „Silesia Superior”. Redaktor naczelny i dziennikarz polskich gazet w Niemczech „Katolika Codziennego” i „Nowin Codziennych”. Głosił potrzebę oderwania Górnego Śląska od Niemiec i włączenia go do Polski, jednocześnie jednak był zwolennikiem silnej autonomii Śląska i traktowania Ślązaków jako odrębnej grupy etnicznej. Za działalność patriotyczną represjonowany, m.in. więziony w 1926 we Wrocławiu i pozbawiony prawa wykonywania zawodu na Dolnym i Opolskim Śląsku od 1935. Doktorat obronił w 1935 w Berlinie, gdzie w 1937 osiadł na stałe i miał prywatną praktykę lekarską. Zamordowany przez nieznanych sprawców, przypuszczalnie Gestapo, pochowany na cmentarzu w Chróścicach.
2 lipca 1947 pośmiertnie został odznaczony Krzyżem Kawalerskim Orderu Odrodzenia Polski.

## Upamiętnienie
Po 1945 imieniem Kośnego nazwano szpitale w Starych Siołkowicach i Chorzowie, a także ulice we Wrocławiu, Opolu, Byczynie, Czarnowąsach, Chróścicach i Kędzierzynie-Koźlu. W 1974 przy szpitalu w Siołkowicach stanął jego pomnik, a placówce nadano jego imię. Pomnik został usunięty 30 lat później po przejęciu szpitala przez opolski oddział Caritasu by uchronić go przed zniszczeniem w trakcie budowy hospicjum. Decyzją ks. Arnolda Drechslera, pomnik nie został postawiony z powrotem.